# Flüchtlingswelle
Flüchtlingswelle ist ein Begriff für eine Menge von sich in Bewegung befindenden Flüchtlingen. Der Begriff enthält Andeutungen auf deren Anzahl und die Art der Bewegung und ist – ähnlich wie „Flüchtlingsstrom“ – negativ konnotiert. Im Unterschied zu diesem bezeichnet die „Welle“ jedoch ein einmaliges oder regelmäßig auftretendes Massenaufkommen, während der „Strom“ einen kontinuierlichen Zulauf benennt.

## Kritik
Der Begriff „Flüchtlingswelle“ ist ein umstrittenes politisches Schlagwort. Im Glossar der Neue deutschen Medienmacher*innen (NdM) wird kritisiert, dass durch diesen Begriff das Land, in das die Geflüchteten einreisen, als einer Naturgewalt machtlos gegenüber stehend dargestellt werde. Die Verantwortung für die Fluchtbewegung werde damit auf die Geflüchteten geschoben. Die NdM schlagen vor, stattdessen von „Fluchtmigration“ zu sprechen.